# Jos de Beus

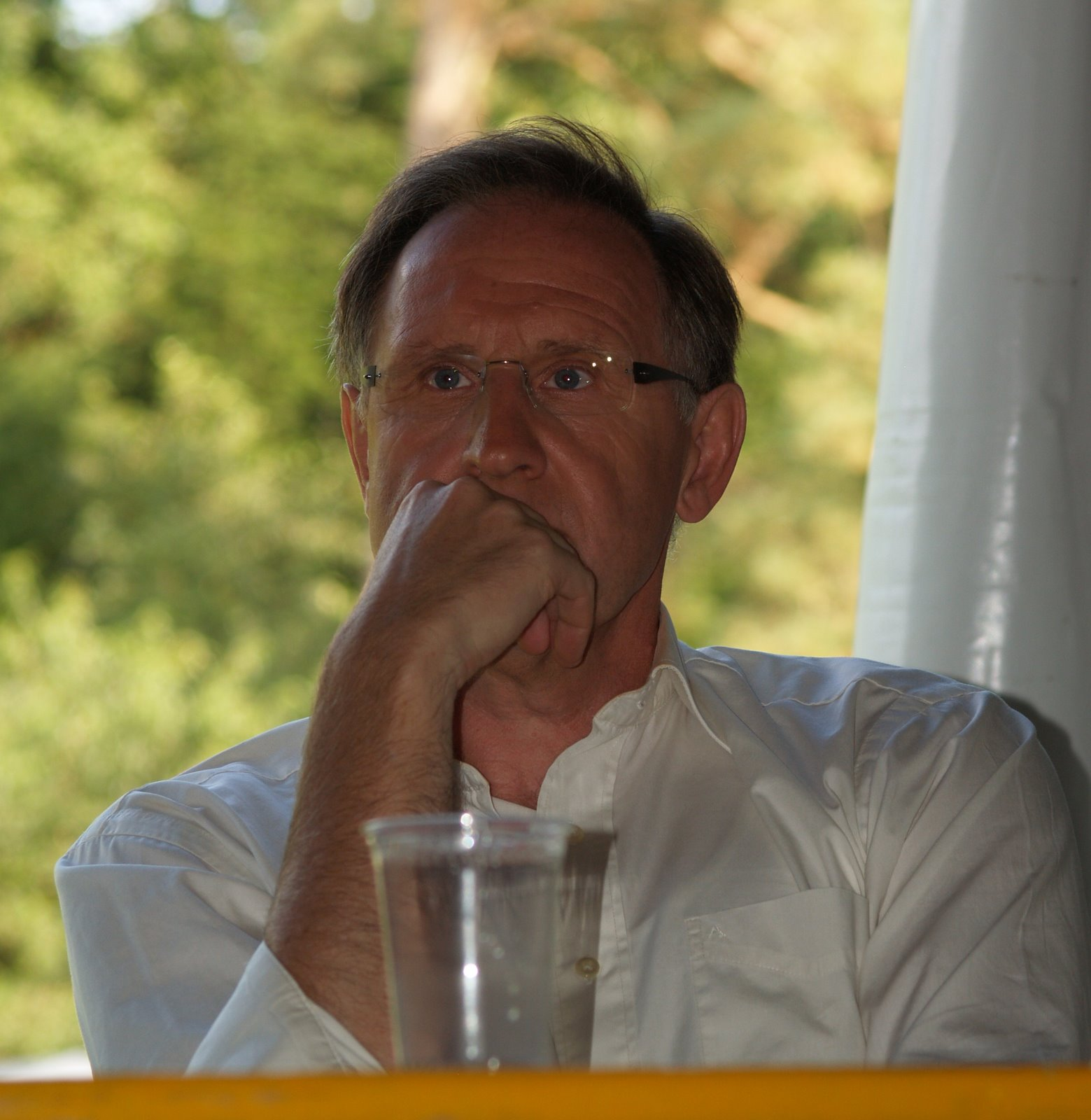
Jos de Beus

Jozef Willem (Jos) de Beus (Utrecht, 27 november 1952 – 16 januari 2013) was een Nederlandse politicoloog en hoogleraar 'politieke theorie, politieke cultuur en hun geschiedenis' aan de Universiteit van Amsterdam.

## Levensloop
De Beus bezocht het gymnasium van de Augustijnen te Eindhoven.  Daarna studeerde hij politicologie aan de Katholieke Universiteit Nijmegen (1971-1977). Tijdens zijn studie werd hij actief bij de Socialistische Studentenbond Politicologie, die was opgericht om een tegenwicht te bieden aan de macht van de Communistische Partij van Nederland in de studentenraad. Hij studeerde cum laude af met de specialisatie bestuurskunde. Vanaf 1977 werkte hij als wetenschappelijk medewerker en later universitair docent in de welvaartstheorie en economische politiek bij de faculteit economie en econometrie van de Universiteit van Amsterdam. Ondertussen werkte hij aan zijn proefschrift, getiteld Markt, Democratie en Vrijheid. Een Politiek Economische Studie. Zijn proefschrift richtte zich op het werk van Friedrich von Hayek, James M. Buchanan en Amartya Sen, drie Nobelprijswinnaars. Hierop promoveerde hij in 1989 in de economie bij de hoogleraren Hartog en Vermaat. Hij kreeg in 1990 de jaarlijkse prijs voor het beste proefschrift van de Nederlandse Kring voor Wetenschap der Politiek. De Beus bleef tot 1995 werken bij de economen van de UvA, maar hij was in deze periode ook visiting scholar bij Harvard University (tussen 1991 en 1992) en bijzonder hoogleraar politieke filosofie bij de afdeling Systematische Wijsbegeerte van de Universiteit Twente (tussen 1991 en 1994). In 1995 werd hij gewoon hoogleraar sociale filosofie en ethiek aan de Rijksuniversiteit Groningen. Hij was tussen 1995 en 1998 ook decaan van de faculteit der wijsbegeerte aldaar.
Sinds 1999 was hij hoogleraar "Politieke Theorie, Politieke Cultuur en hun Geschiedenis"  aan de Universiteit van Amsterdam. Bij zijn aanstelling was er discussie over zijn sterke partijpolitieke profilering. In 2001 hield De Beus zijn oratie Een primaat van Politiek. Tussen 1999 en 2002 was hij voorzitter van de Afdeling Politicologie. Hij bekleedde een aantal bestuurlijke functies. Zo was hij voorzitter van het SISWO en curator van de Wiardi Beckman Stichting. Hij was lid van de Commissie Europese Integratie van de Adviesraad Internationale Vraagstukken, de raad van toezicht van het Observatoire social européen, het Duitsland Instituut Amsterdam en de Afdeling Politicologie van de Radboud Universiteit. Sinds 2006 was hij voorzitter van de Nederlandse Kring voor de Wetenschap der Politiek, de vereniging voor politicologen.
Daarnaast was De Beus ook actief in het maatschappelijke debat. Hij werd beschouwd als een invloedrijk ideoloog binnen de Partij van de Arbeid. Voor de gemeenteraadsverkiezingen van 2002 was hij voorzitter van de kandidatencommissie voor de PvdA. Hij was de voornaamste schrijver van "Wat mensen bindt", het verkiezingsprogramma van de Partij van de Arbeid voor de Tweede Kamerverkiezingen van 1994, Al sinds 1975 was hij lid van deze politieke partij. Hij legde in de PvdA een sterke nadruk op burgerzin.
Van 2007 tot 2010 was hij tweewekelijks columnist bij het televisieprogramma Buitenhof totdat hij deze rol uit gezondheidsoverwegingen neerlegde.
De Beus was een broer van hockeykeepster Det de Beus (1958-2013). Sinds 2009 leed hij aan een ziekte, waaraan hij op 16 januari 2013 op 60-jarige leeftijd overleed.

## Politicologisch onderzoek
De Beus was een politiek theoreticus, maar hij combineerde dit met een interesse voor hedendaagse en historische politieke ontwikkelingen. In de jaren tachtig richtte hij zich in het bijzonder op het liberalisme en in de jaren negentig op het egalitarisme. De laatste tijd ging zijn interesse uit naar een aantal thema's: 
- de rol van media en leiders in de hedendaagse democratie
- democratisch communitarisme
- internationale democratie, in het bijzonder in de Europese Unie
- en democratische antwoorden op globalisering.[4]

## Maatschappelijk debat
De Beus heeft zich uitvoerig met de publieke opinie bemoeid. Een voortdurende kritiek die hij in de laatste jaren heeft gehad, was dat er sprake is van "leegte op links": er was volgens hem geen ideeënontwikkeling aan de linkerkant van het politiek spectrum. Hij signaleerde de "wedergeboorte van alledaags, deels ook volks conservatisme."
Hij zag de opkomst van sterke opiniemakers en politieke leiders op rechts, terwijl er op links een tekort was aan opiniemakers en politieke leiders. De Beus voegde in 2006 de daad bij het woord door in plaats van PvdA, Christen-Democratisch Appèl te stemmen.

## Jos de Beus-lezing
In 2015 initieerde het Amsterdam Centre for Political Thought de Jos de Beus-lezing, bedoeld om jaarlijks een internationaal gerenommeerde spreker uit te nodigen in Amsterdam een publiekslezing over een groot maatschappelijk onderwerp te geven.
- 2015, 19 november – Jan-Werner Mueller: 'What is populism?'
- 2016, 30 november – Cécile Laborde: 'What is freedom of religion?'
- 2017, 02 november – Simon Glendinning: 'Europe: Brexit and the German question'
- 2018, 19 november – Jacob T. Levy: 'Justice in Babylon: Political Norms and Ideals in an Unjust World'